# كليف ريد
كليف ريد (بالإنجليزية: Cliff Reid)‏ هو منتج أفلام ومخرج أمريكي، ولد في 7 سبتمبر 1891 في ديلاوير في الولايات المتحدة، وتوفي في 22 أغسطس 1959 في لوس أنجلوس في الولايات المتحدة.

## وصلات خارجية
- كليف ريد على موقع IMDb (الإنجليزية)
- كليف ريد على موقع ألو سيني (الفرنسية)
- كليف ريد على موقع أول موفي (الإنجليزية)
- كليف ريد على موقع قاعدة بيانات الأفلام السويدية (السويدية)
- كليف ريد على موقع قاعدة بيانات الفيلم (الإنجليزية)
- كليف ريد على موقع كينوبويسك (الروسية)